# Danica Lund

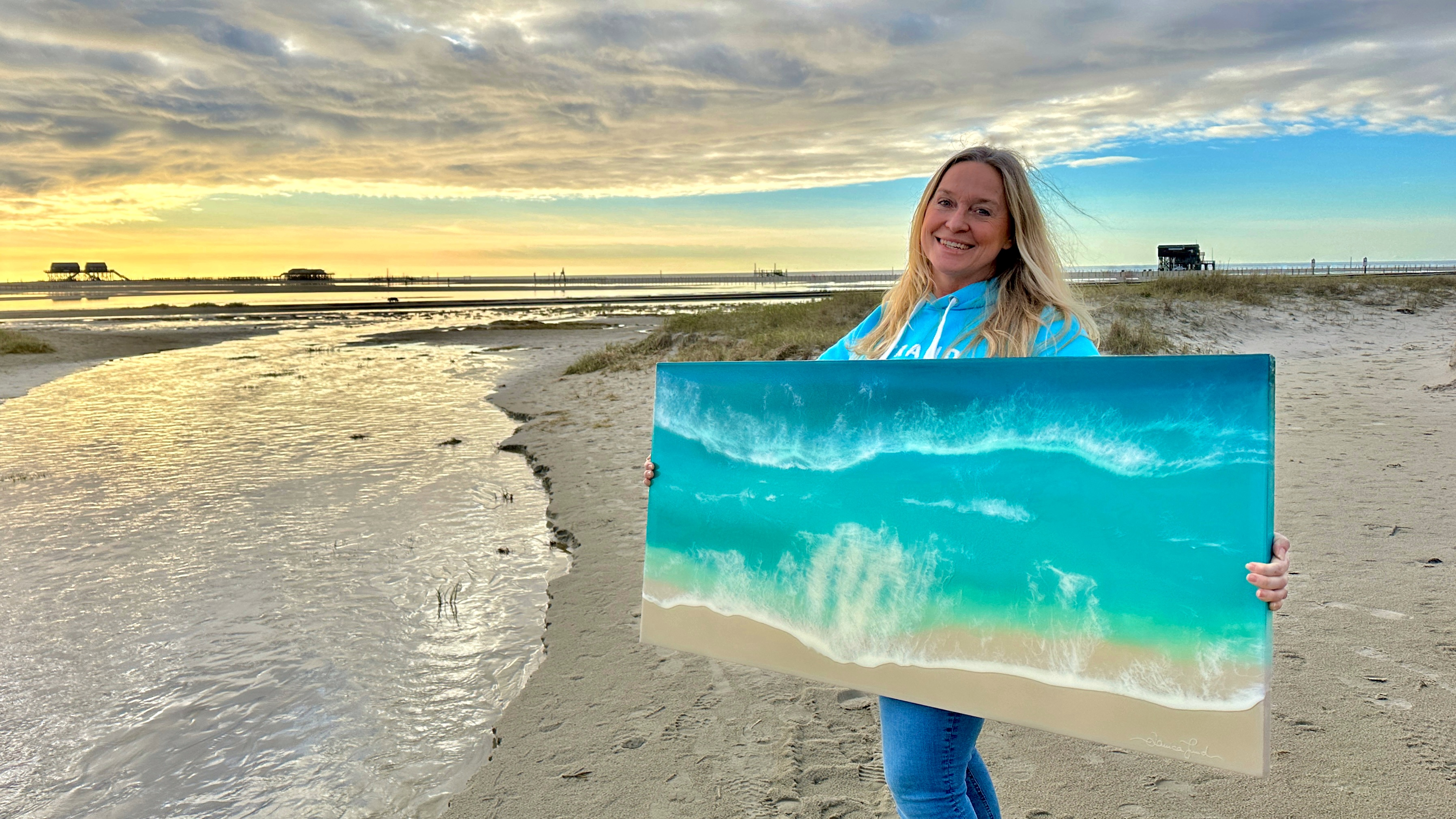
ocean-art-danica

Danica Lund (* 1974 in Hamburg) ist eine deutsche Mixed-Media-Künstlerin, die sich auf maritime Kunst spezialisiert hat. Bekannt wurde sie durch ihre Acryl- und Epoxidharz-Bilder, die dynamische Meereswellen aus der Vogelperspektive darstellen.

## Künstlerischer Werdegang
Nach einer Tätigkeit als Fotografin mit Studio in Hamburg verließ Lund 2018 ihre Heimatstadt und zog an die Nordseeküste. Dort entwickelte sie die Technik der „Epoxid-Ocean-Art“, einer Kombination aus Kunstharz, Pigmenten und Acrylfarben. Auf ihren Reisen rund um die Welt wurde sie inspiriert durch  eigene Drohnenaufnahmen von Küstenlandschaften, insbesondere während ihres Aufenthalts auf der hawaiianischen Insel Kauai, wo die Idee der künstlerischen Darstellung von Meeresperspektiven geboren wurde.

## Stil und Technik
Lunds Werke zeichnen sich durch mehrere Schichtungen verschiedener Türkis- und Blautöne aus, die künstlerisch modelliert werden, um die verschiedenen Strukturen des Meeres zu erzeugen. Durch den Einsatz unterschiedlicher Arten von Farben und Materialien bekommen die einzigartigen Meeresbilder ihre Tiefe und durch das Gestalten der Wellen wird dann die Magie des Ozeans erweckt. Diese Methode ermöglicht es, sowohl realistische als auch abstrakte Interpretationen von Küstenlandschaften zu schaffen. Ihre Arbeiten orientieren sich  an der Faszination der Ozeane.

## Ausstellungen und Rezeption
Ihre erste Ausstellung präsentierte Lund im März 2025 im Hamburger Kunst- und Kulturhaus „Plietsch“ im Sachsentor. Weitere Stationen waren das Kunstcafé Schafstall in der Lüneburger Heide, "Eutin zeigt Kunst" und das Rathaus Rosengarten. Die Werke sind durch ihren starken Bezug zur maritimen Ästhetik geprägt, welcher sich auch in Lunds privater Umgebung widerspiegelt – von der Kleidung bis zur Einrichtung dominieren maritime Farben.

## Persönlicher Hintergrund
Als  Globetrotterin verbindet Lund ihre Reiseerfahrungen mit künstlerischer Praxis. Auf Instagram dokumentiert sie unter dem Account  @ocean_art_danica ihre Arbeiten und die Faszination für Ozeane und in ihrem Travel Blog  @ocean_child_danica teilt sie bildgewaltig  Reiseerlebnisse. In Interviews betont sie die emotionale Verbundenheit zum Meer: „Meine Seele ist so tief verankert mit dem Ozean. Hier kann ich atmen – hier bin ich frei“.